# Berlinerblått
Berlinerblått, C.I. Pigment Blue 27 (77510 / 77520), är ett oorganiskt, mörkt blått pigment. Det består av ett järnferrocyanid-salt, där en del av järnkatjonerna kan vara ersatta av ammonium-, natrium- eller kaliumjoner.
Pigmentet upptäcktes 1704 och började tillverkas i större skala i mitten av 1700-talet. Andra namn på berlinerblått är bland annat pariserblått, järnblått, Miloriblått och preussiskt blått. Namnen har ibland använts för att beteckna olika varianter av pigmentet, men inte på något konsekvent sätt.

## Egenskaper
Pigmentet ger ofta en mycket mörkt blå färg som kan dra svagt åt rött i masston, medan det har en underton som drar tydligt åt grönt. Även i blandningar med vitt får det en mer grönaktig ton.
Det är syrabeständigt men bryts ned redan i lätt basiska miljöer och kan alltså inte användas i kalkfärg. Även akrylfärg anses för alkaliskt för berlinerblått och istället görs efterliknande pigmentblandningar.
Ljusäktheten är "utmärkt" hos rent berlinerblått. Den minskar dock i blandningar med vita pigment, och kan gå från "utmärkt" vid liten utblandning, till "mycket dålig" vid hög utblandning. En egenhet hos pigmentet är att en blekning orsakad av en begränsad och kortvarig ljusexponering kan vara reversibel efter att exponeringen upphört.

## Framställning

### Direkt väg
| 4 Fe3+ · 3                           |
| Strukturformel för ferriferrocyanid. |

I den direkta vägen för framställning av berlinerblått (ferriferrocyanid), blandas en järnsaltlösning med lämplig hexacyanoferratlösning, och om det finns järnsalt i överskott, sker då en utfällning av pigmentet.
Med järn(III)klorid, FeCl3, och kaliumferrocyanid, K4[Fe(CN)6], som exempel får vi:
{\displaystyle {\rm {4\,FeCl_{3}+3\,K_{4}[Fe(CN)_{6}]\rightarrow Fe_{4}[Fe(CN)_{6}]_{3}+12\,KCl}}}

### Indirekt väg
Den indirekta vägen går via mellansteget berlinervitt, M2Fe[Fe(CN)6], där M kan stå för ammonium, NH4, natrium, Na, eller kalium, K, beroende på vilka ämnen som används.
Med järn(II)klorid, FeCl2, och ammoniumhexacyanoferrat, (NH4)4[Fe(CN)6], som exempel på utgångsmaterial:
{\displaystyle {\rm {FeCl_{2}+(NH_{4})_{4}[Fe(CN)_{6}]\rightarrow Fe(NH_{4})_{2}[Fe(CN)_{6}]+2\,NH_{4}Cl}}}
{\displaystyle {\rm {2\,Fe(NH_{4})_{2}[Fe(CN)_{6}]+H_{2}O_{2}\rightarrow 2\,FeNH_{4}[Fe(CN)_{6}]+2\,NH_{3}+2\,H_{2}O}}}
Som framgår av detta exempel, kan en andel av järnkatjonerna i berlinerblått vara ersatta av ammoniumjoner, liksom av natrium- eller kaliumjoner.

## Användning
Berlinerblått var det första blå pigmentet som var någorlunda hållbart till ett överkomligt pris och blev vanligt i 1700- och 1800-talens allmogemåleri. Det rena pigmentet är blåsvart med dragning mot rött, medan en liten gnutta berlinerblått tillsammans med svart och vitt ger en karakteristisk "allmogeblå" eller "dalablå" kulör som drar mot grönt.
Idag är det i stort sett ersatt av organiska blå pigment som ftaloblått.
Tidigare användes ämnet till färgning av textila material. Pigmentet används än idag som konstnärsfärg och kan användas till olje-, vatten- och tryckfärger för papper och blåtoning av trä. Ett exempel på konstverk med berlinerblått är Hokusais Under vågen utanför Kanagawa.
Berlinerblått används medicinskt som antidot vid förgiftningar av vissa tungmetaller, såsom tallium och radioaktivt cesium.

## Historia
Namnet berlinerblått kommer av att det var i Berlin Heinrich Diesbach, av en slump, upptäckte pigmentet år 1704. Berlin var centrum i det då nybildade kungadömet Preussen och namnet preussiskt blått anknyter till färgen på de preussiska uniformerna. Det var dock i Paris som Diesbach startade en större produktion av pigmentet, därav namnet pariserblått. Namnet Miloriblått lär komma av namnet på en annan parisisk producent, samtida med Diesbach.
Trivialnamnet blåsyra för vätecyanid kommer av att det tillsammans med järnsalter under vissa omständigheter kan bilda berlinerblått.
Färgämnet har kommit att spela en roll i samband med sentida förintelseförnekelse. Det har hävdats att ämnet borde bildats i samband med utnyttjande av cyanföreningen Zyklon B i gaskamrar men att det ej har kunnat återfinnas där. Kemisten Richard Green, som agerade expertvittne i samband med förtalsrättegången mot David Irving, har redogjort för hur dessa påståenden ger en ofullständig bild av hur berlinerblått bildas och inte håller som bevis för att vätecyanid ej skulle ha förekommit i gaskamrarna. Cyanidrester har dessutom påvisats i Auschwitz-Birkenaus gaskamrar. En amerikansk tidigare musikgrupp med kopplingar till vit makt-rörelsen tog därav sitt namn Prussian Blue från färgämnet.